# Stadthalle (Bonn)

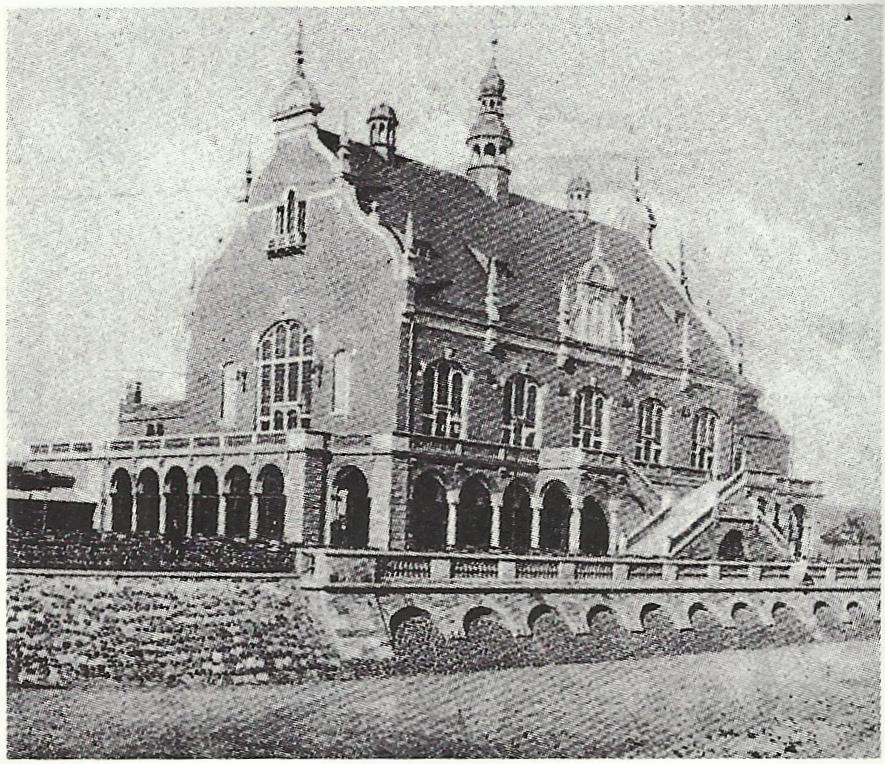
Die ehemalige Bonner Stadthalle

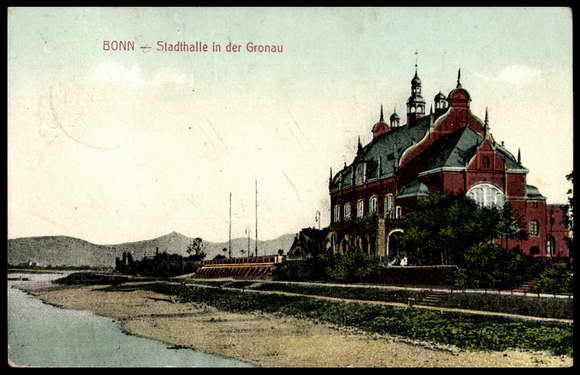
Stadthalle vor dem Rheinufer, Postkarte (1912)

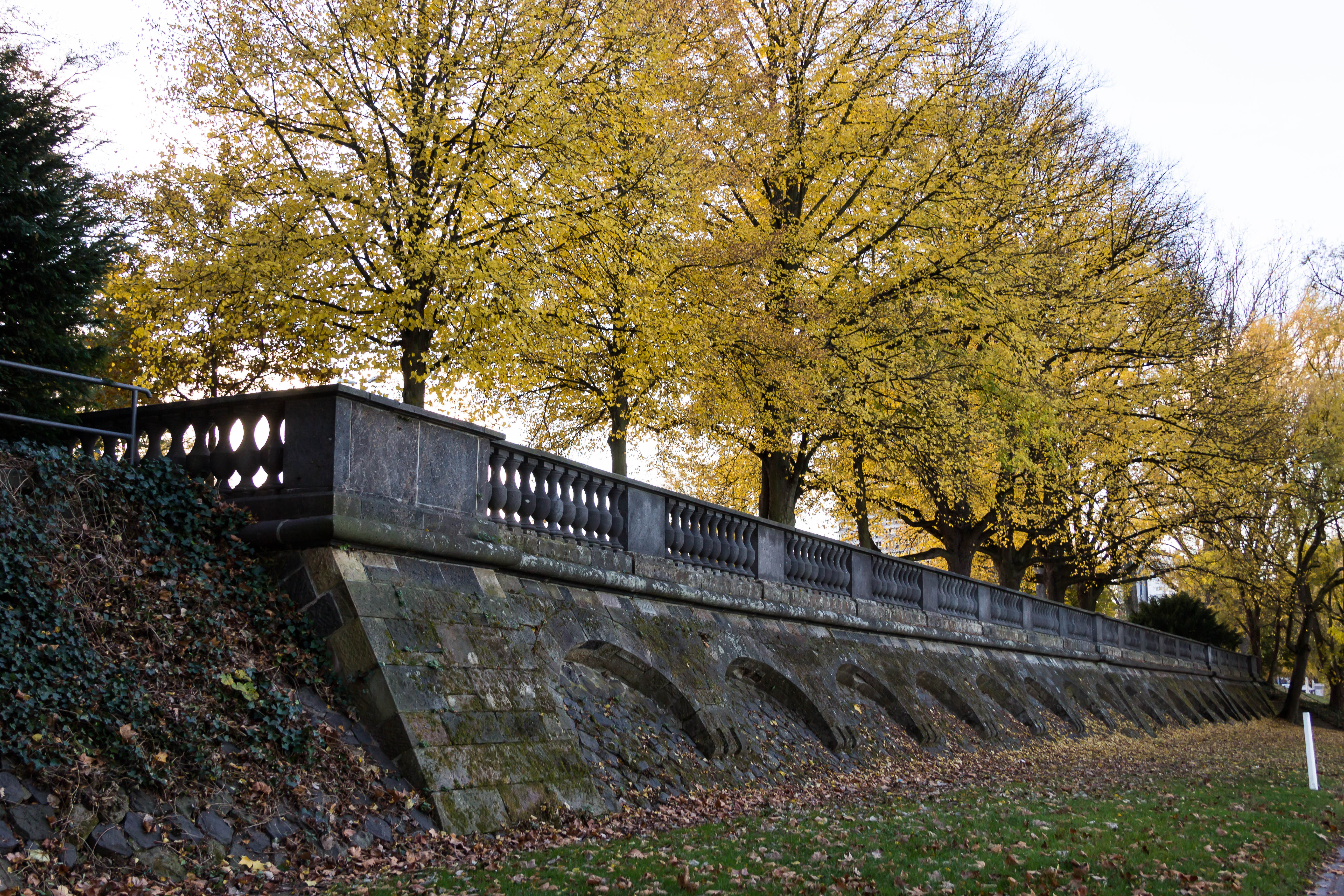
Uferbefestigung der Terrasse mit Balustrade (2018)

Die Stadthalle war ein Veranstaltungsgebäude im Bonner Ortsteil Gronau, das von 1899 bis 1901 errichtet und nach Zerstörungen im Zweiten Weltkrieg 1953 gesprengt wurde. Sie befand sich unmittelbar am Rheinufer am Rande des heutigen Freizeitparks Rheinaue.

## Lage
Die Stadthalle lag an der ab 1932 als Langemarckweg bezeichneten heutigen Charles-de-Gaulle-Straße und rheinseitig an dem in diesem Abschnitt heute Heimkehrerweg genannten früheren Leinpfad.

## Geschichte
Die Stadthalle entstand nach einem Entwurf des städtischen Bauamts unter Leitung von Stadtbaumeister Rudolf Schultze (1854–1935) in der sogenannten Gronau am damaligen, noch weitgehend unbebauten Südrand der Stadt und war Teil des dort angelegten Stadtgartens. Die Einweihung erfolgte am 8. Mai 1901. Die Stadthalle beinhaltete den seinerzeit größten Saal in Bonn und war für gesellschaftliche Veranstaltungen aller Art – darunter Konzerte, Theateraufführungen, Ausstellungen und Karnevalsfeiern – konzipiert. Ihr war auch ein Wirtschaftsbetrieb (Biergarten) angegliedert. Kaiser Wilhelm II. prägte für das Bauwerk aufgrund seines Erscheinungsbilds und seiner Funktion die Bezeichnung „Bierkirche“, die auch in den Volksmund überging. Ab September 1906 war die Stadthalle Endstation einer neueröffneten Straßenbahnstrecke.
Nach dem Einmarsch französischer Truppen in Bonn ab Februar 1920 im Zuge der alliierten Rheinlandbesatzung gehörte die Stadthalle zu den Massenquartieren, in denen etwa 5.500 Besatzungsangehörige untergebracht waren. 1925/26 wurde in der Gronau ein Sport- und Volkspark angelegt, der das Gronaustadion und weitere Spiel- und Sportanlagen umfasste. Auch die Stadthalle wurde in den Sportpark einbezogen und nahm fortan die Hallensportarten auf sowie Wassersportvereine, für die an der Rheinseite des Gebäudes Bootsschuppen entstanden.
Am Ende des Zweiten Weltkriegs wurde die Stadthalle am 18. Oktober 1944 im alliierten Luftkrieg bei dem verheerendsten der Bombenangriffe auf Bonn bis auf die Umfassungsmauern zerstört. 1953 wurde die Ruine zum größten Teil gesprengt, 1962 auch ihre letzten Reste abgetragen. Für den Bau einer neuen Stadthalle war auch die Gronau in Erwägung gezogen worden, errichtet wurde sie jedoch als Beethovenhalle auf Höhe des Stadtzentrums. Das Grundstück der ehemaligen Stadthalle liegt am Rande des in den 1970er-Jahren angelegten Freizeitparks Rheinaue. Es dient als Parkplatz. Von dem Bau ist allein die Befestigung der Uferböschung zum Rhein mit steinernem Geländer (Balustrade) im Bereich der vorgelagerten Terrasse übrig geblieben.

## Architektur
Die Stadthalle war in Formen der Deutschen Renaissance gehalten und in rotem Ziegelstein mit Sand- bzw. Tuffsteinen ausgeführt. Sie bot Platz für mehr als 3.000 Besucher. Der Hauptsaal mit angegliedertem Orchester- oder Bühnenraum und Galerie war tonnengewölbt und hatte eine Länge von 40 m, eine Breite von 23 m und eine Höhe von 18 m. Auf der Rheinseite war dem Gebäude eine weitläufige Terrasse vorgelagert (zugehöriges Geländer bis heute erhalten), von der aus die Sicht auf das Siebengebirge freigestellt war.